# Effetto Wolff-Chaikoff
Per effetto Wolff-Chaikoff si intende l'ipotiroidismo causato da ingestione di una grande quantità di iodio in individui eutiroidei o ipertiroidei.

## Fisiologia
È un fenomeno autoregolatorio che inibisce la formazione di ormoni tiroidei all'interno del follicolo della tiroide. Ciò accade quando ci sono livelli elevati di ioduro in circolazione. L'effetto Wolff-Chaikoff dura parecchi giorni (intorno ai 10 giorni), dopo di che è seguito da un fenomeno di escape (fuga) che è descritto dalla ripresa dei livelli normali di organificazione di iodio e della funzione normale della ioduro perossidasi.
Precedentemente si credeva che il fenomeno di escape accadesse a causa di una diminuzione della concentrazione di iodio inorganico dovuta all'attività diminuita del cotrasportatore di iodio NIS (sodium iodine symporter) della membrana basolaterale della cellula follicolare della tiroide. Oggi si sa che gli alti livelli di ioduro intracellulare sopprimono non solo la trascrizione dell'enzima tireoperossidasi (TPO), ma anche della NADPH ossidasi. La diminuzione della trascrizione degli enzimi che favoriscono il legame dello ioduro con la tireoglobulina causa una riduzione della sintesi del prodotto della reazione di organificazione, la tiroxina.
L'effetto Wolff-Chaikoff viene sfruttato in corso di tempesta tireotossica: in questo caso si somministra una prima dose di propiltiouracile, in modo tale da bloccare la tireoperossidasi, quindi – dopo un'ora – si somministra ioduro stabile, in modo tale che esso non venga incorporato nell'eccesso di ormoni tiroidei ad opera dell'enzima bloccato, ma che invece eserciti un effetto soppressivo nei confronti dell'attività tiroidea.

## Indicazioni
L'effetto Wolff-Chaikoff non può essere usato per il trattamento dell'ipertiroidismo, infatti, in pazienti ipertiroidei, la somministrazione di Iodio a dosi terapeutiche induce una prima fase di riduzione della produzione di ormoni tiroidei cui segue la fase di escape con incremento degli ormoni tiroidei e ripristino della condizione di ipertiroidismo. La sospensione del trattamento con Iodio può provocare una crisi tireotossica.
La somministrazione di iodio a pazienti con gozzo, può provocare ipertiroidismo.
L'effetto di Wolff-Chaikoff può spiegare anche l'ipotiroidismo iatrogenico parecchio sgradevole indotto dai farmaci che contengono iodio, come l'amiodarone.
L'effetto Jod-Basedow, invece, è l'ipertiroidismo iodio-indotto.